# Suardi (Argentina)
Suardi è un comune dell'Argentina, situato nella provincia di Santa Fe.
Il centro di Suardi fu fondato nel 1909 da Fortunato Suardi, italiano originario del paese bergamasco di Ponte San Pietro, dopo che, nel 1908, il governo argentino aveva deciso di farvi passare la linea ferroviaria Morteros - La Rubia.
Patrona di Suardi è Santa Caterina da Siena, dal nome della moglie di Fortunato Suardi.

## Località e frazioni
- Suardi
- Parajes
  - Campo Marengo
  - Ripamonti

## Amministrazione

### Gemellaggi
Suardi è gemellata con:
- Piscina, dal 2006